# Lierville
Lierville település Franciaországban, Oise megyében. Lakosainak száma 222 fő (2022. január 1.). Lierville Boubiers, Bouconvillers, Hadancourt-le-Haut-Clocher, Lavilletertre, Liancourt-Saint-Pierre és Nucourt községekkel határos.

## Népesség
A település népességének változása:
| Lakosok száma | 240  | 242  | 235  | 227  | 219  | 221  | 221  | 221  | 222  |
|               | 2013 | 2015 | 2016 | 2017 | 2018 | 2019 | 2020 | 2021 | 2022 |